# 李炳坤 (歌手)
李炳坤（韓語：이병곤，藝名 ：BX，1998年3月5日—）韓国五人男團CIX成員及队长，隸屬C9娛樂公司。

## 演藝生涯

### 出道前
2017年10月29日，以YG娛樂練習生身份參與《MIXNINE》，比賽進行約三個多月，最終排名第9名，預計透過節目出道。可惜YG娛樂最終無法與其他經紀公司取得相同意見，加上節目沒有比預期受到歡迎，於2018年5月3日宣布取消出道計劃。
2018年11月16日，出演《YG寶石盒》，比賽進行約兩個月，惟最終落敗，未能透過節目出道。節目完結後，離開YG娛樂轉投C9娛樂。

### 出道後
2019年7月23日正式以C9娛樂旗下五人男子團體CIX一員出道。

## 影視作品
| 日期                         | 節目               | 備註                             |
| 2017年10月29日-2018年1月26日 | JTBC《MIXNINE》    | 第9名出道成員                    |
| 2018年11月6日-2019年1月18日  | V LIVE《YG寶石盒》 | YG娛樂2018年新一代男團出道生存賽 |

## 外部連結
- 個人Instagram
- 個人SoundCloud